# Купчихи в Кинешме (картина Кустодиева)
«Купчихи в Кинешме» — картина российского художника Бориса Кустодиева, написанная им в 1912 году.

## Описание
Картина, изображающая в лубочном стиле купчих на Торговой площади города Кинешмы (на заднем плане видна Благовещенская церковь), была написана Кустодиевым в 1912 году и в настоящее время хранится в Киевской картинной галерее.